# تروکترشئیم
تروکترشئیم (به فرانسوی: Truchtersheim) یک کمون در فرانسه است که در Canton of Truchtersheim واقع شده‌است.

## خصوصیات
تروکترشئیم ۹٫۹۲ کیلومترمربع مساحت و ۲٬۷۸۷ نفر جمعیت دارد.